# Тридекапалладийнонаталлий
Тридекапалладийнонаталлий — бинарное неорганическое соединение, интерметаллид палладия и таллия с формулой Pd13Tl9, кристаллы.

## Получение
- Сплавление стехиометрических количеств чистых веществ:

{\displaystyle {\mathsf {13Pd+9Tl\ {\xrightarrow {900^{o}C}}\ Pd_{13}Tl_{9}}}}

## Физические свойства
Тридекапалладийнонаталлий образует кристаллы тригональной сингонии, пространственная группа P 3m1, параметры ячейки a = 0,895 нм, c = 0,562 нм, Z = 1.
Соединение образуется по перитектической реакции при температуре ≈900 °C и имеет область гомогенности 40÷42,5 ат.% таллия.